# 住友電工テクニカルソリューションズ
住友電工テクニカルソリューションズ株式会社（すみともでんこうテクニカルソリューションズ、英文社名：Sumitomo Electric Technical Solutions,Inc.）は、住友グループのプラント、メンテナンスを中心とした総合エンジニアリング会社である。

## 主力製品・事業
- 建設コンストラクションマネジメント
- ユーティリティ建設
- 設備システム構築・改造・メンテナンス
- 精密機械加工
- 環境分析・工業計測器の校正

## 主要事業所
- 本社 - 大阪府大阪市中央区北浜四丁目4番12号
- 大阪事業所 - 大阪市此花区島屋1-1-3
- 伊丹事業所 - 兵庫県伊丹市昆陽北1-1-1
- 横浜事業所 - 神奈川県横浜市栄区田谷町1
- 関東事業所 - 栃木県鹿沼市さつき町3-3
- 熊取事業所 - 大阪府泉南郡熊取町朝代西1-950

## 沿革
- 1956年 - 住電技術協力株式会社 設立
- 1970年 - 一級建築士事務所 開設
- 1972年 - 環境測定・分析事業 開始
- 1973年 - 建設業 開始
- 1998年 - 環境エンジニアリング事業 開始
- 1999年 - 設備保全、計測機器校正事業 開始、住友電工ビジネスクリエイツ株式会社 設立
- 2001年 - 機械加工事業 開始
- 2002年 - プラント事業 開始／省エネ事業 開始／保全教育事業 開始
- 2003年 - 住友電工テクニカルソリューションズ株式会社 設立